# Eupithecia hesperia
Eupithecia hesperia är en fjärilsart som beskrevs av Eugen Wehrli 1927. Eupithecia hesperia ingår i släktet Eupithecia och familjen mätare. Inga underarter finns listade i Catalogue of Life.